# ويلهلم بالمر
ويلهلم بالمر هو فنان ورسام سويسري، ولد في 18 يونيو 1865 في بازل في سويسرا، وتوفي في 1 مارس 1922 في Bolligen ‏ في سويسرا.